# Хаунсфилд, Годфри
Сэр Годфри Ньюболд Ха́унсфилд (англ. Sir Godfrey Newbold Hounsfield; 28 августа 1919, Ноттингемшир, Великобритания — 12 августа 2004, Кингстон-апон-Темс, Великобритания) — британский инженер-электрик, лауреат Нобелевской премии по физиологии или медицине 1979 года «за разработку компьютерной томографии», которую он получил совместно с теоретиком Алланом Кормаком.
Член Лондонского королевского общества (1975).
Именем учёного названа шкала измерения плотности среды для рентгеновских лучей, используемая в томографии — шкала Хаунсфилда. Диапазон единиц шкалы, соответствующих коэффициенту поглощения рентгеновского излучения нормальными анатомическими структурами организма, составляет от —1024 до +1024. Средний показатель в шкале Хаунсфилда (0 HU) соответствует плотности воды, отрицательные величины шкалы соответствуют воздуху и жировой ткани, положительные — мягким тканям, костной ткани и более плотному веществу (металл).

## Награды
- 1974 — Медаль Вильгельма Экснера
- 1975 — Премия Ласкера — Дебейки за клинические медицинские исследования
- 1976 — Международная премия Гайрднера
- 1976 — Медаль и премия Дадделла
- 1976 — Командор Ордена Британской империи
- 1977 — Премия Mullard[англ.]
- 1977 — Медаль Говарда Поттса
- 1977 — Медаль Джона Скотта
- 1979 — Нобелевская премия по физиологии или медицине
- 1979 — Медаль прогресса (Фотографическое общество Америки)
- 1980 — Плакетка Рентгена[нем.]
- 1981 — Рыцарь-бакалавр